# The Day Is My Enemy
| Recensione   | Giudizio |
| ------------ | -------- |
| AllMusic     |          |
| Billboard    |          |
| NME          |          |
| Rockol       |          |
| The Guardian |          |

The Day Is My Enemy è il sesto album in studio del gruppo musicale britannico The Prodigy, pubblicato il 30 marzo 2015 dalla Take Me to the Hospital e dalla Cooking Vinyl.

## Promozione
Il 29 dicembre 2014 il gruppo ha annunciato attraverso Facebook il primo singolo Nasty, pubblicato il 13 gennaio 2015 insieme al relativo video musicale che mostra la volpe presente nella copertina dell'album.
Nel periodo successivo all'annuncio dell'album, avvenuto il 6 gennaio 2015, i The Prodigy hanno reso disponibile per l'ascolto il secondo singolo, l'omonimo The Day Is My Enemy, pubblicato il 27 dello stesso mese; Il 24 febbraio è stata invece la volta del terzo singolo Wild Frontier, anticipato il giorno precedente da un video diretto da Mascha Halberstad e animato da Elmer Kaan.
Tra il 17 e il 26 marzo il gruppo ha pubblicato quattro ulteriori singoli: Wall of Death, Ibiza, Rhythm Bomb e Get Your Fight On. Di essi soltanto Ibiza e Get Your Fight On hanno ricevuto un video musicale, usciti rispettivamente il 17 aprile e il 10 luglio 2015.
The Day Is My Enemy è stato ufficialmente pubblicato il 30 marzo 2015: in concomitanza con il lancio, la catena britannica HMV ha pubblicato un EP esclusivo per il solo Regno Unito, intitolato HMV Exclusive Remix EP e costituito da vari remix di Nasty e Wild Frontier. Il 31 luglio è stata la volta di The Night Is My Friend EP, comprensivo di quattro remix di alcuni brani dell'album e dell'inedito AWOL (Strike One), quest'ultimo già eseguito dal vivo durante alcuni concerti del 2012.
Il 9 novembre 2015 è stata pubblicata la Expanded Edition dell'album, contenente in più svariati remix (tra cui una rivisitazione di The Day Is My Remix realizzata da Liam Howlett e che ha visto la partecipazione del gruppo musicale olandese Dope D.O.D.), tracce dal vivo e l'inedito Shut 'Em Up, mash-up tra Stand Up dei The Prodigy (presente in Invaders Must Die) e Shut 'Em Down dei Public Enemy (presente in Apocalypse 91... The Enemy Strikes Black).

## Tracce
1. The Day Is My Enemy – 4:26 (Liam Howlett, Olly Burden, Cole Porter)
2. Nasty – 4:03 (Liam Howlett, Keef Flint, Tim Hutton, Nick Halkes)
3. Rebel Radio – 3:52 (Liam Howlett, Simon Fajemisin, Stuart Henshall, Vincent Welch, Paul Frazer, Tim Hutton)
4. Ibiza (feat. Sleaford Mods) – 2:46 (Liam Howlett, Jason Williamson)
5. Destroy – 4:29 (Liam Howlett, Zak H Laycock)
6. Wild Frontier – 4:28 (Liam Howlett, Joe Erskine, Luca Gulotta, Tim Hutton, Nick Halkes)
7. Rok-Weiler – 3:51 (Liam Howlett, Keef Flint, Stuart Henshall, Vincent Welch, Paul Frazer)
8. Beyond the Deathray – 3:09 (Liam Howlett, Neil McLellan)
9. Rhythm Bomb (feat. Flux Pavilion) – 4:12 (Liam Howlett, Josh Steele, Cheri Williams, Dwayne Richardson)
10. Roadblox – 5:01 (Liam Howlett, Maxim)
11. Get Your Fight On – 3:39 (Liam Howlett, Maxim, Tim Hutton, Joe Erskine, Luca Gulotta, Jari Salo, Paul Malmström, Nick Halkes)
12. Medicine – 3:56 (Liam Howlett, Mark Hull, Maxim)
13. Invisible Sun – 4:16 (Liam Howlett)
14. Wall of Death – 4:04 (Liam Howlett, Olly Burden, Keef Flint)

Tracce bonus nell'edizione giapponese
1. Rebel Radio (Proxy Mix) – 5:15 (Liam Howlett, Simon Fajemisin, Stuart Henshall, Vincent Welch, Paul Frazer, Tim Hutton)
2. Wild Frontier (KillSonik Mix) – 5:27 (Liam Howlett, Joe Erskine, Luca Gulotta, Tim Hutton, Nick Halkes)

Traccia bonus nell'edizione di iTunes
1. Rise of the Eagles – 3:47 (The Eighties Matchbox B-Line Disaster) – originariamente interpretata dai The Eighties Matchbox B-Line Disaster

Tracce bonus nella Expanded Edition
1. The Day Is My Enemy (Liam H Remix feat. Dope D.O.D.) – 2:53 (Liam Howlett, Olly Burden, Cole Porter, Frank Boersma, Jannes Lelieveld)
2. Shut 'Em Up (The Prodigy vs Public Enemy vs Manfred Mann) – 4:20 (Carlton Ridenhour, Hank Shocklee, Gary Rinaldo, Liam Howlett, Manfred Mann, Peter Thomas)
3. Get Your Fight On (Live at Alexandra Palace 2015) – 3:49 (Liam Howlett, Maxim, Tim Hutton, Joe Erskine, Luca Gulotta, Jari Salo, Paul Malmström, Nick Halkes)
4. Roadblox (Live at Sonicmania Japan 2015) – 4:16 (Liam Howlett, Maxim)
5. Roadblox (The Jaguar Skills Ninja Terminator Remix) – 4:19 (Liam Howlett, Maxim)
6. Roadblox (Reso Remix) – 4:32 (Liam Howlett, Maxim)
7. Medicine (South Central Remix) – 4:42 (Liam Howlett, Mark Hull, Maxim)
8. AWOL (Strike One) – 2:59 (Liam Howlett, Tim Hutton, Paul Jackson, Olly Burden)
9. Nasty (Spor Remix) – 5:09 (Liam Howlett, Keef Flint, Tim Hutton, Nick Halkes)
10. Nasty (Zinc Remix) – 4:11 (Liam Howlett, Keef Flint, Tim Hutton, Nick Halkes)
11. Nasty (Onen Remix) – 3:57 (Liam Howlett, Keef Flint, Tim Hutton, Nick Halkes)
12. Wild Frontier (KillSonik Remix) – 5:27 (Liam Howlett, Joe Erskine, Luca Gulotta, Tim Hutton, Nick Halkes)
13. Wild Frontier (Wilkinson Remix) – 4:16 (Liam Howlett, Joe Erskine, Luca Gulotta, Tim Hutton, Nick Halkes)
14. Wild Frontier (Jesse and the Wolf Remix) – 3:40 (Liam Howlett, Joe Erskine, Luca Gulotta, Tim Hutton, Nick Halkes)
15. Wild Frontier (Shadow Child VIP) – 5:42 (Liam Howlett, Joe Erskine, Luca Gulotta, Tim Hutton, Nick Halkes)
16. Ibiza (Instrumental) – 2:45 (Liam Howlett, Jason Williamson)
17. Rebel Radio (Proxy Remix) – 5:15 (Liam Howlett, Simon Fajemisin, Stuart Henshall, Vincent Welch, Paul Frazer, Tim Hutton)
18. Rebel Radio (René LaVice's Start a Fucking Riot Remix) – 5:05 (Liam Howlett, Simon Fajemisin, Stuart Henshall, Vincent Welch, Paul Frazer, Tim Hutton)
19. The Day Is My Enemy (Caspa Remix) – 3:30 (Liam Howlett, Olly Burden, Cole Porter)
20. The Day Is My Enemy (Chris Avantgarde Remix) – 3:52 (Liam Howlett, Olly Burden, Cole Porter)
21. The Day Is My Enemy (LH Edit) – 3:36 (Liam Howlett, Olly Burden, Cole Porter)

CD bonus nella Tour Edition giapponese
1. AWOL (Strike One) – 2:59 (Liam Howlett, Tim Hutton, Paul Jackson, Olly Burden)
2. Rebel Radio (René LaVice's Start a Fucking Riot Remix) – 5:05 (Liam Howlett, Simon Fajemisin, Stuart Henshall, Vincent Welch, Paul Frazer, Tim Hutton)
3. Nasty (Spor Remix) – 5:09 (Liam Howlett, Keef Flint, Tim Hutton, Nick Halkes)
4. The Day Is My Enemy (Caspa Remix) – 3:30 (Liam Howlett, Olly Burden, Cole Porter)
5. Wild Frontier (Jesse and the Wolf Remix) – 3:40 (Liam Howlett, Joe Erskine, Luca Gulotta, Tim Hutton, Nick Halkes)
6. Wild Frontier (Shadow Child Remix) – 5:42 (Liam Howlett, Joe Erskine, Luca Gulotta, Tim Hutton, Nick Halkes)
7. Nasty (Onen Remix) – 3:57 (Liam Howlett, Keef Flint, Tim Hutton, Nick Halkes)
8. Nasty (Zinc Remix) – 4:11 (Liam Howlett, Keef Flint, Tim Hutton, Nick Halkes)
9. Wild Frontier (Wilkinson Remix) – 4:16 (Liam Howlett, Joe Erskine, Luca Gulotta, Tim Hutton, Nick Halkes)

## Formazione
Gruppo
- Liam Howlett – sintetizzatore, programmazione
- Maxim – voce (tracce 1, 2, 3, 6, 10, 11, 12 e 14)
- Keef Flint – voce (tracce 2, 3, 4, 7, 11, 13 e 14)

Altri musicisti
- MTB – voce (traccia 1)
- Paul "Dirtcandy" Jackson – voce (traccia 1)
- Top Secret Drum Corps – batteria (traccia 1)
- Brother Culture – voce aggiuntiva (tracce 2 e 3)
- Tim Hutton – cori (tracce 2, 6 e 13)
- Jason Williamson – voce (traccia 4)
- Rob Holliday – chitarra (traccia 7)

Produzione
- Liam Howlett – produzione, missaggio
- Neil McLellan – produzione, missaggio
- Zak H Laycock – coproduzione (traccia 5)
- KillSonik – coproduzione (tracce 6 e 11)
- Black Futures – coproduzione (tracce 7)
- Josh Steele – coproduzione (traccia 9)
- John Davis – mastering

## Classifiche
| Classifica (2015)              | Posizione massima |
| ------------------------------ | ----------------- |
| Australia                      | 8                 |
| Austria                        | 10                |
| Belgio (Fiandre)               | 6                 |
| Belgio (Vallonia)              | 8                 |
| Danimarca                      | 32                |
| Finlandia                      | 7                 |
| Francia                        | 17                |
| Germania                       | 6                 |
| Italia                         | 19                |
| Norvegia                       | 17                |
| Nuova Zelanda                  | 18                |
| Paesi Bassi                    | 2                 |
| Portogallo                     | 24                |
| Regno Unito                    | 1                 |
| Spagna                         | 18                |
| Stati Uniti                    | 127               |
| Stati Uniti (dance/electronic) | 2                 |
| Svizzera                       | 3                 |